# Melanotaenia sylvatica
Melanotaenia sylvatica är en fiskart som beskrevs av Allen, 1997. Melanotaenia sylvatica ingår i släktet Melanotaenia och familjen Melanotaeniidae. Inga underarter finns listade i Catalogue of Life.